# Letitia Vriesde
Letitia Alma Vriesde (Coronie, 5 de octubre de 1964) es una exatleta de Surinam, que se especializó en las carreras de media distancia, destacando principalmente en la distancia de 800 metros. Fue dos veces medallista en diferentes ediciones de los Campeonatos del Mundo de Atletismo y es la única deportista de su país que ha participado en cinco Juegos Olímpicos.